# Eckhard Keßler
Eckhard Keßler (* 22. Mai 1938 in Habelschwerdt, Provinz Niederschlesien; † 11. Juni 2018 in München) war ein deutscher Philosophiehistoriker.

## Werdegang
Seine Eltern waren der Ingenieur Walter Keßler und Erika Keßler, geborene Reichert. Nach dem Abitur am Albertus-Magnus-Gymnasium in Rottweil studierte Eckhard Keßler vom Sommersemester 1958 bis zum Wintersemester 1958/59 Klassische Philologie, Philosophie und Germanistik an der Universität Tübingen und setzte sein Studium vom Sommersemester 1959 bis zum Sommersemester 1963 an der Ludwig-Maximilians-Universität München fort. Er bestand 1963 das Staatsexamen für das Lehramt an Höheren Schulen in Bayern (Latein, Griechisch, Deutsch) in München und wurde 1967 bis 1968 in den Fächern Philosophie, Latein, Griechisch an der Universität München promoviert. 1975 erfolgte die Habilitation für Philosophie und Geistesgeschichte des Humanismus, ebenso an der Universität München.
Vom Sommersemester 1964 bis zum Sommersemester 1975 war er Lehrbeauftragter am Seminar für Philosophie und Geistesgeschichte des Humanismus der Universität München, vom Sommersemester 1965 bis zum Wintersemester 1978/79 wissenschaftlicher Assistent am gleichen Institut. Nach der Habilitation war er vom SS 1975 bis zum SS 1980 Privatdozent an der Universität München. Im Jahr 1977 war er Gastprofessor an der Columbia University New York. Von 1979 bis 1982 war er Direktor des Deutschen Studienzentrums in Venedig.
Zum 1. Oktober 1980 wurde er zum Professor für Philosophie und Geistesgeschichte des Humanismus an der Universität München berufen, ab 1993 war er dort Professor für Geistesgeschichte und Philosophie der Renaissance. Seine Forschungsschwerpunkte waren die Naturphilosophie und Methodendiskussion im 16. Jahrhundert, die Philosophie des Humanismus sowie Aristoteles und die Tradition des Aristotelismus.
Im Jahr 1981 erhielt er den Premio Montecchio di Studi Italo-Tedeschi.
Keßler war evangelisch und war ab 1964 mit Rose Keßler, geborene Goes, verheiratet.

## Schriften (Auswahl)
- Die Philosophie der Renaissance. Das 15. Jahrhundert. Beck, München 2008.
- (Hrsg., mit Heinrich C. Kuhn): Germania latina – Latinitas teutonica. Politik, Wissenschaft, humanistische Kultur vom späten Mittelalter bis in unsere Zeit. 2 Bde., Fink, München 2003 (= Humanistische Bibliothek Reihe I, Abhandlungen Bd. 54).
- (Hrsg., mit Charles H. Lohr und W. Sparn): Aristotelismus und Renaissance. In memoriam Charles B. Schmitt (= Wolfenbütteler Forschungen, Bd. 40), Wiesbaden 1988.
- (Hrsg., mit Charles B. Schmitt und Quentin Skinner): Cambridge History of Renaissance Philosophy. Cambridge 1988.
- Lorenzo Valla: Über den freien Willen / De libero arbitrio. Hrsg., übers. und eingeleitet (= Humanistische Bibliothek II,16). München 1987.
- (Hrsg.) Gianfrancesco Pico della Mirandola: Über die Vorstellung / De imaginatione (= Humanistische Bibliothek, II,13). München 1984, 2. Aufl. 1986.
- (Hrsg.): Humanistische Bibliothek. 1984 ff.
- (Hrsg., mit P. Tuynman und G. Kuiper): Acta Conventus Neolatini Amstelodamensis (= Humanistische Bibliothek, I,26). München 1979.
- Petrarca und die Geschichte. Geschichtsschreibung, Rhetorik, Philosophie im Übergang vom Mittelalter zur Neuzeit (= Humanistische Bibliothek. Band I,25). München 1978, 2. Auflage ebenda 2004.
- als Hrsg.: Paul Oskar Kristeller: Humanismus und Renaissance. 2 Bände. Übersetzungen aus dem Englischen von Renate Schweyen-Ott. Fink, München 1974–1976 (= Humanistische Bibliothek. [Hrsg. von Ernesto Grassi]. Band I, 21–22); ebenda 1980: Band 1: Die antiken und mittelalterlichen Quellen. ISBN 3-7705-1815-2; Band 2: Philosophie, Bildung und Kunst. ISBN 3-7705-1816-0.
- als Hrsg. mit Eginhard Hora: Studia Humanitatis. Ernesto Grassi zum 70. Geburtstag. München 1973 (= Humanistische Bibliothek. Reihe I, Abhandlungen, Band 16).
- als Hrsg.: Theoretiker der humanistischen Geschichtsschreibung. 1971.
- Das Problem des frühen Humanismus. Seine philosophische Bedeutung bei Coluccio Salutati (= Humanistische Bibliothek. Band I,1). München 1968.